# (16807) Terasako
(16807) Terasako est un astéroïde de la ceinture principale.

## Description
(16807) Terasako est un astéroïde de la ceinture principale. Il fut découvert le 12 octobre 1997 à Kuma Kogen par Akimasa Nakamura. Il présente une orbite caractérisée par un demi-grand axe de 2,28 UA, une excentricité de 0,10 et une inclinaison de 4,3° par rapport à l'écliptique.

## Compléments